# Krzysztof Bobola (1604–1641)
Krzysztofa Bobola (w aktach; 1604–1641) s. Jana Boboli i Urszuli Dmosickiej, poeta, członek Sodalicji Mariańskiej w Wilnie, gospodarz wiejski, jego bratem był o. Kacper Bobola (zm. 1647) - kanonik krakowski i Wojciech Bobola dowódca oddziałów, który zginął w bitwie pod Smoleńskiem w 1612 r. Jego kuzynem był św. Andrzej Bobola.
Jego dziećmi były; Urszula - żona Zborowskiego, Katarzyna - żona Suliszewskiego, Andrzej - ożeniony z Trembecką, Jakub -ożeniony z Tułkowską. 